# Else Granheim
Else Hildegard Brevig Granheim (Oslo, 16 de març de 1926 - Asker, 7 de març de 1999) va ser una bibliotecària noruega i funcionària pública del sistema de biblioteques públiques i escolars noruegues.
Entre 1979 i 1985 va exercir com a presidenta de la Federació Internacional d'Associacions i Institucions Bibliotecàries (IFLA), per la qual cosa es va convertir en la primera dona presidenta d'aquesta federació, 52 anys després de la seva fundació. Else Granheim va morir després d'una llarga malaltia, el 7 de març de 1999.

## Primers anys
Else Granheim va néixer a Oslo, filla del granger Torstein Brevig i Ingeborg Hauge. Després de viure amb la seva família en Enebakk, a causa del divorci dels seus pares, es va mudar amb la seva mare a Trondheim, quan tenia quatre anys. Ja a l'escola secundària, el seu interès per la literatura es va despertar, i la carrera de bibliotecària es va convertir en una opció fàcil per a ella. Es va casar amb Harald Granheim el 1952.

## Carrera professional
Granheim va començar com ajudant a la Biblioteca Pública de Trondheim i després va estudiar a l'Escola de Biblioteques de l'Estat a Oslo. Després de graduar-se l'any 1949, va tornar com a bibliotecària a la seva ciutat durant un any. El 1950 va ingressar com a bibliotecària en la Direcció Nacional de Biblioteques públiques i escolars noruegues (Statens bibliotektilsun). La seva carrera va continuar en els llocs de supervisora i consultora; va ser nomenada directora de supervisió des de 1973 fins a la seva jubilació l'any 1991. A més del càrrec de directora, va ocupar les responsabilitats editorials de la revista Bok og bibliotek (Llibre i Biblioteca) des de 1970 a 1985 i coeditora de la publicació Scandinavian Public Library Quarterly entre 1968 i 1973.
Else Granheim ha estat anomenada com "la mare del dret bibliotecari modern" a Noruega. Com a secretària del comitè que va promoure la proposta d'una nova llei de biblioteques, que va ser aprovada el 1971, i va tenir una gran influència en els seus preparatius. Una novetat en la llei va ser que les biblioteques públiques no només haurien de ser part de la política pública general d'educació i cultura, sinó també ser considerades com un element central de la política escolar i educativa. El sistema de biblioteques en els municipis havia d'organitzar-se com un sol sistema. També va ser membre de la Comissió Nacional de Noruega per a la UNESCO, membre del Consell Intergovernamental del Programa d'Informació General (PGI) de la UNESCO i presidenta del Comitè de Literatura i Biblioteca del Consell Nòrdic de Ministres.

## Activitat internacional
Se la recorda principalment pel seu treball internacional en l'IFLA. Va participar-hi activament des del 1962 essent membre corresponsal de la secció Edificis de Biblioteques, i posteriorment com a membre del comitè permanent de la secció de Biblioteques públiques. Quan l'IFLA va realitzar a Oslo l'any 1975 la seva 41a Conferència General i Reunió de Consell, va ser la coordinadora del Comitè Organitzador Noruec. Des de 1977 va començar a formar part de la Junta de Govern, i el 1979 va esdevenir la primera dona en la història de l'organització a ser triada presidenta.
El que va marcar especialment la seva presidència de sis anys va ser la lluita per involucrar els països en vies de desenvolupament en la millora de les biblioteques. Durant aquest període, l'IFLA va organitzar les seves primeres conferències a Àsia i Àfrica. A més, Else Granheim va ser una constructora d'aliances entre les biblioteques d'Europa oriental i occidental.
Durant la seva gestió com a presidenta es va ocupar principalment del desenvolupament de les relacions amb altres organitzacions internacionals de temàtiques germanades, com ara la FID (International Federation for Information and Documentation) i l'ICA (International Council on Archives), a les quals a més va convocar el 1980 a una trobada política d'alt nivell en Bellagio, Itàlia.
També va treballar àrduament per crear el seu propi programa de biblioteques per al Tercer Món, denominat Advancement of Librarianship in the Third World. (ALP).

## Premis i reconeixements
Va ser condecorada Caballero de primera classe de l'Ordre de Sant Olaf el 1989.
L'IFLA li va atorgar el reconeixement de Presidenta Honoraria el 1985.